# Veit Froer
Veit Froer (* 1. Juli 1828 in Nürnberg; † 1900) war ein deutscher Kupfer- und Stahlstecher sowie  Radierer.

## Leben

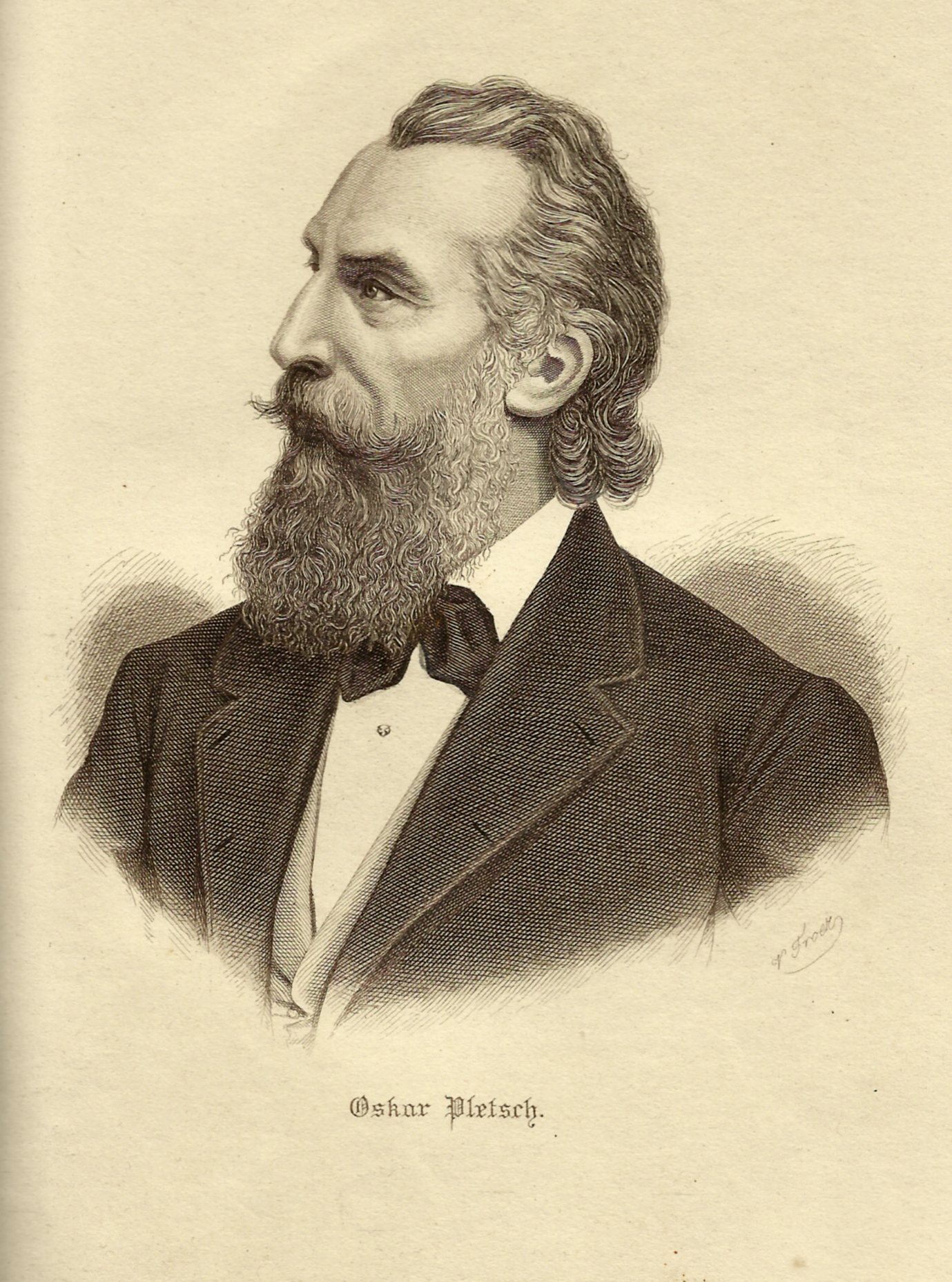
Porträt Oskar Pletsch, Stahlstich von Veit Froer, um 1888

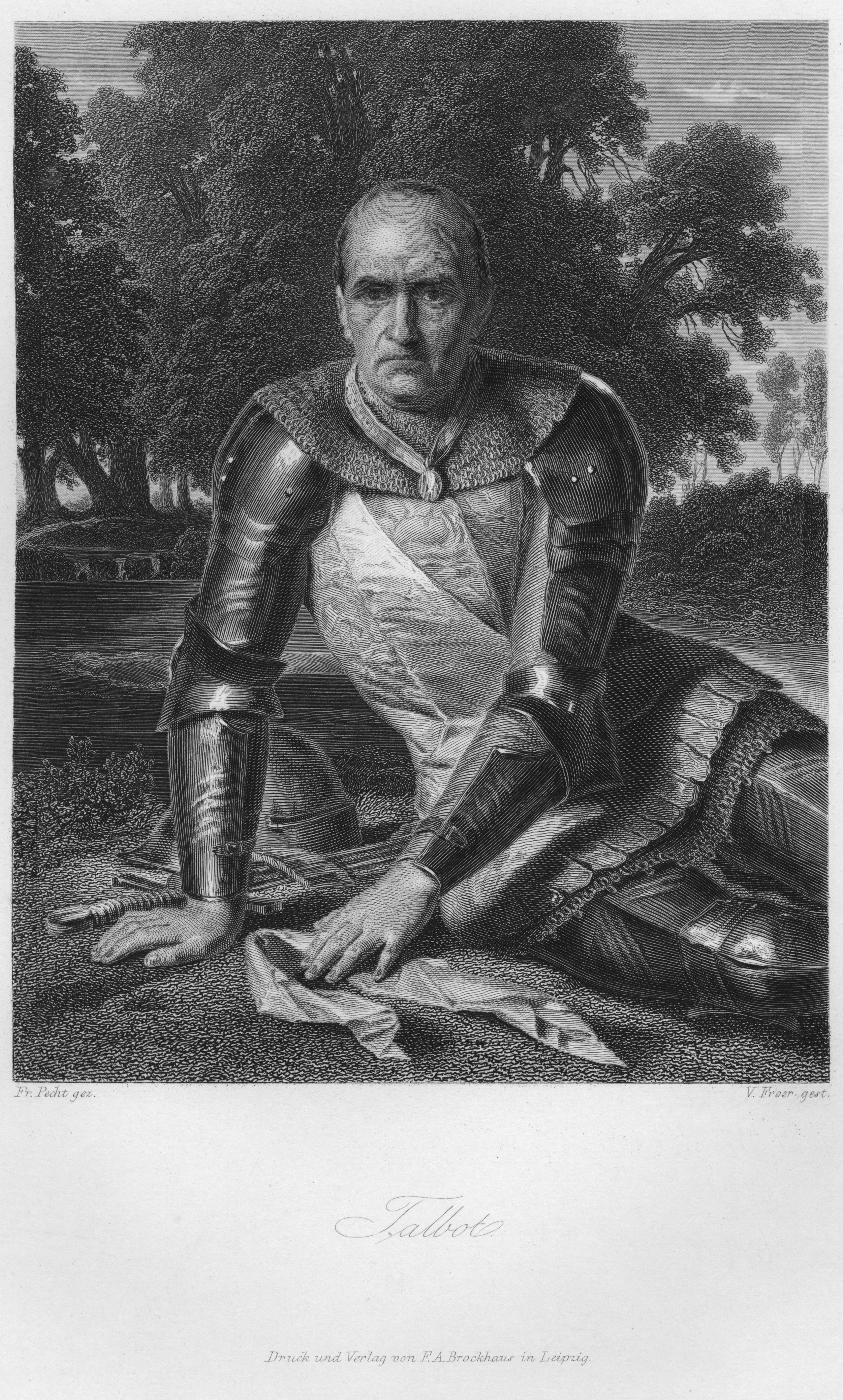
Talbot in: Die Jungfrau von Orléans;
Stahlstich (Schiller-Galerie) nach Pecht, im 1859

Froer besuchte die Kunstschule in Nürnberg und war ein Schüler des Kupferstechers Heinrich Ludwig Petersen. Anschließend bildete er sich bei Dertinger in Stuttgart und bei Sichling in Leipzig fort. Er selbst bildete in Stuttgart den Maler und Radierer Wilhelm Woernle aus.
1868 war Froer Mitglied der Allgemeinen Deutschen Kunstgenossenschaft.

## Werke
- Ein Kupferstich ist bekannt mit dem Bildnis der Fürstin Amalia von Gallitzin, geborene Gräfin von Schmettau[4]
- Ein Stahlstich der Aurora von Königsmarck stammt aus der Zeit um 1860[5]
- Stahlstiche sind bekannt nach Vorlagen von Friedrich Pecht und Arthur von Ramberg
  - in der 1859 erschienenen Schiller-Galerie[6]
  - in der 1864 erschienenen Goethe-Galerie[7][8]